# Glenea obliquesignata
Glenea obliquesignata là một loài bọ cánh cứng trong họ Cerambycidae.